# Khi nhà vua yêu
Khi nhà vua yêu (Hangul: 왕은 사랑한다; RR: Wangeun Saranghanda) là một bộ phim truyền hình Hàn Quốc gồm 40 tập được đài MBC sản xuất vào năm 2017. Bộ phim dựa trên tiểu thuyết cùng tên của nhà văn Kim Yi-ryung, được đạo diễn bởi Kim Sang-hyeop với kịch bản của Chan-kyung và No Sun-jae. 

## Nội dung
Phim xoay quanh mối tình tay ba của ba nhân vật Wang Won – Wang Rin – Han Eun San trong giới hoàng tộc thời Cao Ly (Goryeo).
Câu chuyện là cuộc đời và mối tình tay ba đầy định mệnh giữa Thế tử Wang Won, hộ vệ kiêm bằng hữu từ thuở bé của Thế tử - Wang Rin. Trong khi Thế tử là một thiếu niên hiếu động, có tấm lòng đối với bách tính, khác hẳn phụ thân là vị vua đang tại trị là một tên vua cầm thú, thì hộ vệ Wang Rin lại là người cẩn trọng, trầm lặng, xuất thân là Tam thiếu gia của một viên quan. Chỉ vì một dịp được ra ngoài vi hành, vị Thế tử tò mò trước kế hoạch cướp bóc của toán người bất lương mà không báo cho gia đình quan Phán sự về sự việc không may sắp xảy ra, dẫn đến đổ máu và mất mát. Thế tử rất hối hận khi khiến Eun San, người con gái của quan Phán sự chịu cảnh mất mẫu thân, suýt soát bị giết chết. Vì thế, Thế tử đã đem lời của phu nhân quan Phán sự nhờ mình chuyển cho con gái, chính là tiểu thư Eun San, rằng phải sống tốt và mạnh mẽ, không nên oán hận ai. Wang Rin cũng muốn an ủi nàng, nhưng khi gặp cảnh Thế tử cùng nàng lại không làm thế. Nhưng bản thân cả hai đều không biết, thiếu nữ kia không phải kẻ hầu trong nhà, mà chính là vị tiểu thư nọ.
Riêng Eun San, khi bản thân mình sắp rơi vào con đường chết, đã có nữ tì Bi Yeon thân cận của nàng đỡ lấy nhát kiếm từ kẻ lạ mang hắc y, có hình xăm một con rắn đỏ ở bắp tay. Từ đó, Bi Yeon mang vết sẹo năm nào được xem như tiểu thư quan Phán sự, trong khi Eun San phải đổi tên thành So Hwa, rời xa nơi xuất thân quyền quý, che giấu thân phận thật, hoán đổi thân phận cho nữ nô tì kia, đi đến một nơi xa để đảm bảo an toàn bản thân.
Bảy năm sau, Thế tử Wang Won cùng hộ vệ Wang Rin gặp lại nàng. Chỉ Wang Rin là quên sự việc ngày xưa, còn Thế tử vẫn nhận ra Eun San ngày nào, dưới cái tên So Hwa, và mặc định nàng là nha đầu nữ tì. Từ tranh chấp cỏn con ban đầu, dần dần ba người họ trở thành bằng hữu, rồi chẳng biết khi nào, cả hai đều dần dần đem trái tim mình trao về một người con gái. Trong khi Thế tử Wang Won chăm lo bảo bọc nàng bằng thế lực và tiền tài bản thân, lúc nào cũng mỉm cười khi gặp nàng, thì Wang Rin lại chỉ  bảo vệ thế tử, nhưng âm thầm quan tâm nàng, khi gặp nàng lại có thái độ hững hờ, nhưng khi Eun San gặp nguy hiểm đã không màng thế sự mà chạy đến bảo vệ nàng.

## Diễn viên

### Vai chính
- Im Si-wan vai Wang Won
  - Nam Da-reum vai Wang Won khi còn trẻ

Là thế tử của Goryeo-một chàng trai tài giỏi, đẹp mã, lạc quan, có lòng quan tâm đến người khác. Chàng là mối tình giữa công chúa nhà Nguyên và vua Cao Ly, nhưng lại bị phụ thân mình ghét bỏ, mẫu thân sử dụng như con cờ chính trị. Wang Won rất quý mến bằng hữu Wang Rin. Chàng được tiểu muội của Wang Rin ái mộ.
- Im Yoona vai Han Eun-san
  - Lee Seo-yeon vai Han Eun San khi còn trẻ

Là con gái của người viên Phán sự giàu có. Nàng rất hiếu động và nhanh nhẹn, lại xinh đẹp đáng yêu. Dưới vẻ ngoài nam trang vẫn là một cô gái tỏ ra kiên cường, dù trong lòng chịu nhiều thương tổn.. Nàng căm hận người đã gây ra cảnh gia đình ly tán, mất mẫu thân, nên luôn truy tìm người mang hình xăm con rắn đỏ.
- Hong Jong-hyun vai Wang Rin
  - Yoon Chan-young vai Wang Rin khi còn trẻ

Rin là người bạn thơ ấu với thế tử Wang Won, đồng thời là hộ vệ cho thế tử, anh là một chàng trai thanh lịch, tử tế và có tính cách ngay thẳng. Luôn hết lòng chăm lo cho Thế tử, đến mức EunSan tưởng chừng họ có mối quan hệ mờ ám. Luôn lạnh lùng với Eun San, ngoài mặt không tin tưởng nàng, nhưng trong lòng lại thầm để ý và quan tâm đến nàng. Là người chịu nhiều ủy khuất, mà vẫn giữ được suy nghĩ ngay thẳng.
Vai phụ
Bên Wang Won
Jeong Bo Seok vai Vua Goryeo, cha của Wang Won
Jang Young Nam vai Công chúa nước Nguyên, Vương phi của Goryeo, mẹ của Wang Won
Bang Jae vai Jin Kwan, ám vệ của Wang Won
Ki Do Hoon vai Jang Ui, ám vệ của Wang Won
Bên Eun San
Lee Ki Young vai Eun Young Baek, Phán sự, cha của Eun San
Um Hyo Sup vai Lee Seung Hyu, sư phụ của Eun San

## Nhạc phim

### OST Phần 1
| STT              | Nhan đề             | Nghệ sĩ          | Thời lượng |
| ---------------- | ------------------- | ---------------- | ---------- |
| 1.               | "Starlight"         | Roy Kim          | 03:22      |
| 2.               | "Starlight" (Inst.) |                  | 03:22      |
| Tổng thời lượng: | Tổng thời lượng:    | Tổng thời lượng: | 06:44      |

### OST Phần 2
| STT              | Nhan đề          | Nghệ sĩ              | Thời lượng |
| ---------------- | ---------------- | -------------------- | ---------- |
| 1.               | "But"            | Lee Hae-ri (Davichi) | 04:20      |
| 2.               | "But" (Inst.)    |                      | 04:20      |
| Tổng thời lượng: | Tổng thời lượng: | Tổng thời lượng:     | 08:40      |

### OST Phần 3
| STT              | Nhan đề                  | Nghệ sĩ          | Thời lượng |
| ---------------- | ------------------------ | ---------------- | ---------- |
| 1.               | "Do You Know" (아시나요) | Kim Yeon Ji      | 04:16      |
| 2.               | "Do You Know" (Inst.)    |                  | 04:16      |
| Tổng thời lượng: | Tổng thời lượng:         | Tổng thời lượng: | 08:32      |

### OST Phần 4
| STT              | Nhan đề                | Nghệ sĩ          | Thời lượng |
| ---------------- | ---------------------- | ---------------- | ---------- |
| 1.               | "My Heart" (내 마음은) | Siwan            | 04:12      |
| 2.               | "My Heart" (Inst.)     |                  | 04:12      |
| Tổng thời lượng: | Tổng thời lượng:       | Tổng thời lượng: | 08:24      |

### OST Phần 5
| STT              | Nhan đề                          | Nghệ sĩ          | Thời lượng |
| ---------------- | -------------------------------- | ---------------- | ---------- |
| 1.               | "Could You Tell Me" (말해줄래요) | Luna             | 04:01      |
| 2.               | "Could You Tell Me" (Inst.)      |                  | 04:01      |
| Tổng thời lượng: | Tổng thời lượng:                 | Tổng thời lượng: | 08:02      |

## Tỉ lệ người xem
Trong bảng dưới, hạng bên dưới được lấy từ phần trăm người xem tại Hàn Quốc, các con số màu xanh đại diện cho chỉ số xếp hạng thấp nhất và con số màu đỏ đại diện chỉ số xếp hạng cao nhất.
| Tập            | Ngày lên sóng       | Tỉ lệ người xem trung bình | Tỉ lệ người xem trung bình | Tỉ lệ người xem trung bình | Tỉ lệ người xem trung bình |
| Tập            | Ngày lên sóng       | TNmS Ratings               | TNmS Ratings               | AGB Nielsen                | AGB Nielsen                |
| Tập            | Ngày lên sóng       | Cả nước                    | Vùng thủ đô Seoul          | Cả nước                    | Vùng thủ đô Seoul          |
| Tập chính thức | Tập chính thức      | Tập chính thức             | Tập chính thức             | Tập chính thức             | Tập chính thức             |
| -------------- | ------------------- | -------------------------- | -------------------------- | -------------------------- | -------------------------- |
| 1              | 10 tháng 7 năm 2017 | 8.0%                       | 8.0%                       | 7.8%                       | 9.0%                       |
| 2              | 10 tháng 7 năm 2017 | 8.6%                       | 9.3%                       | 8.1%                       | 9.1%                       |
| 3              | 11 tháng 7 năm 2017 | 7.0%                       | 7.4%                       | 6.1%                       | 6.5%                       |
| 4              | 11 tháng 7 năm 2017 | 6.5%                       | 6.8%                       | 6.4%                       | 6.6%                       |
| 5              | 17 tháng 7 năm 2017 | 6.9%                       | 7.6%                       | 7.2%                       | 7.9%                       |
| 6              | 17 tháng 7 năm 2017 | 7.0%                       | 7.2%                       | 7.0%                       | 7.3%                       |
| 7              | 18 tháng 7 năm 2017 | 7.1℅                       | 7.9%                       | 7.7%                       | 7.8%                       |
| 8              | 18 tháng 7 năm 2017 | 7.6%                       | 8.0%                       | 7.2%                       | 7.6%                       |
| 9              | 24 tháng 7 năm 2017 | 6.5%                       | 6.7%                       | 6.9%                       | 7.1%                       |
| 10             | 24 tháng 7 năm 2017 | 7.3%                       | 7.8%                       | 7.8%                       | 8.3%                       |
| 11             | 25 tháng 7 năm 2017 | 6.5%                       | 6.7%                       | 7.1%                       | 7.6%                       |
| 12             | 25 tháng 7 năm 2017 | 6.7%                       | 6.9%                       | 6.9%                       | 7.1%                       |
| 13             | 31 tháng 7 năm 2017 | 6.6%                       | 6.7%                       | 6.6%                       | 6.7%                       |
| 14             | 31 tháng 7 năm 2017 | 7.0%                       | 7.6%                       | 6.3%                       | 6.9%                       |
| 15             | 1 tháng 8 năm 2017  | 7.0%                       | 7.2%                       | 7.2%                       | 7.4%                       |
| 16             | 1 tháng 8 năm 2017  | 7.5%                       | 7.8%                       | 7.2%                       | 7.5%                       |
| 17             | 7 tháng 8 năm 2017  | 7.0%                       | 7.8%                       | 6.5%                       | 7.4%                       |
| 18             | 7 tháng 8 năm 2017  | 7.0%                       | 7.9%                       | 6.6%                       | 7.6%                       |
| 19             | 8 tháng 8 năm 2017  | 6.6%                       | 7.4%                       | 6.5%                       | 7.3%                       |
| 20             | 8 tháng 8 năm 2017  | 6.5%                       | 6.6%                       | 7.4%                       | 7.5%                       |
| 21             | 14 tháng 8 năm 2017 | 7.1%                       | 7.3%                       | 6.2%                       | 7.0%                       |
| 22             | 14 tháng 8 năm 2017 | 7.1%                       | 7.5%                       | 7.0%                       | 7.4%                       |
| 23             | 15 tháng 8 năm 2017 | 7.5%                       | 7.6%                       | 7.2%                       | 7.3%                       |
| 24             | 15 tháng 8 năm 2017 | 8.1%                       | 8.2%                       | 7.7%                       | 7.8%                       |
| 25             | 21 tháng 8 năm 2017 | 7.4%                       | 7.0%                       | 7.4%                       | 7.6%                       |
| 26             | 21 tháng 8 năm 2017 | 7.3%                       | 7.4%                       | 7.4%                       | 7.6%                       |
| 27             | 22 tháng 8 năm 2017 | 8.3%                       | 9.0%                       | 7.9%                       | 7.9%                       |
| 28             | 22 tháng 8 năm 2017 | 8.4%                       | 7.9%                       | 8.1%                       | 8.2%                       |
| 29             | 28 tháng 8 năm 2017 | 7.3%                       | 8.0%                       | 6.7%                       | 7.4%                       |
| 30             | 28 tháng 8 năm 2017 | 6.6%                       | 7.3%                       | 7.0%                       | 7.7%                       |
| 31             | 29 tháng 8 năm 2017 | 7.3%                       | 7.0%                       | 6.9%                       | 6.9%                       |
| 32             | 29 tháng 8 năm 2017 | 7.4%                       | 6.9%                       | 7.1%                       | 7.2%                       |
| 33             | 4 tháng 9 năm 2017  | 6.3%                       | 7.0%                       | 5.7%                       | 6.4%                       |
| 34             | 4 tháng 9 năm 2017  | 5.6%                       | 6.3%                       | 6.0%                       | 6.7%                       |
| 35             | 5 tháng 9 năm 2017  | 5.7%                       | 5.9%                       | 6.6%                       | 6.8%                       |
| 36             | 5 tháng 9 năm 2017  | 6.3%                       | 6.6%                       | 7.3%                       | 7.7%                       |
| 37             | 11 tháng 9 năm 2017 | 5.6%                       | 5.8%                       | 5.8%                       | 6.0%                       |
| 38             | 11 tháng 9 năm 2017 | 6.3%                       | 6.7%                       | 6.4%                       | 6.8%                       |
| 39             | 12 tháng 9 năm 2017 | 7.3%                       | 7.5%                       | 7.2%                       | 7.4%                       |
| 40             | 12 tháng 9 năm 2017 | 7.6%                       | 7.8%                       | 7.6%                       | 7.7%                       |
| Trung bình     | Trung bình          | %                          | %                          | %                          | %                          |